# لیونا (کانزاس)
لیونا (به انگلیسی: Leona) شهری در ایالت کانزاس کشور ایالات متحده آمریکا است که جمعیت آن در سرشماری سال ۲۰۱۰ میلادی، ۴۸ نفر بوده‌است.